# K League 1986
Die Fußball Grand Prix 1986 war die vierte Spielzeit der höchsten südkoreanischen Fußballliga. Die Liga bestand aus sechs Vereinen; fünf Vereine waren Profimannschaften (Yukong Elephants, Daewoo Royals, POSCO Atoms, Lucky-Goldstar Hwangso und Hyundai Horang-i) und der andere (Hanil Bank FC) war ein Amateur. Hallelujah FC, das als erster Profi-Fußballverein in der K League gegründet wurde, schied ebenso wie Sangmu FC aus der K League aus.
Die Liga begann am 2. März und endete am 16. November 1986. Die Saison wurde in zwei Halbserien eingeteilt. Die Gewinner der ersten Halbserie spielte gegen den Gewinner der zweiten Halbserie um die Meisterschaft.

## Teilnehmende Mannschaften
folgende Mannschaften nahmen an der Fußball Grand Prix 1986 teil:
| Verein                 | Stadt/Region            | Gründungsjahr | Vereinsart      | Vorjahresplatzierung |
| ---------------------- | ----------------------- | ------------- | --------------- | -------------------- |
| Yukong Elephants       | Seoul                   | 1982          | Profiverein     | 5. Platz             |
| POSCO Atoms            | Daegu, Gyeongsangbuk-do | 1973          | Profiverein     | 2. Platz             |
| Daewoo Royals          | Busan, Gyeongnam        | 1979          | Profiverein     | 3. Platz             |
| Lucky-Goldstar Hwangso | Chungcheongnam-do       | 1983          | Profiverein     | Meister              |
| Hyundai Horang-i       | Incheon, Gyeonggi-do    | 1983          | Profiverein     | 4. Platz             |
| Hanil Bank FC          | keine Heimatstadt/Ort   | 1970          | Halbprofiverein | 7. Platz             |

## Abschlusstabellen

### Erste Halbserie
| Pl. | Verein                     | Sp. | S | U | N | Tore    | Diff. | Punkte |
| --- | -------------------------- | --- | - | - | - | ------- | ----- | ------ |
| 1.  | POSCO Atoms                | 10  | 3 | 6 | 1 | 009:500 | +4    | 12:80  |
| 2.  | Lucky-Goldstar Hwangso (M) | 10  | 3 | 5 | 2 | 009:800 | +1    | 11:90  |
| 3.  | Yukong Elephants           | 10  | 4 | 2 | 4 | 011:100 | +1    | 10:10  |
| 4.  | Daewoo Royals              | 10  | 4 | 2 | 4 | 008:100 | −2    | 10:10  |
| 5.  | Hanil Bank FC              | 10  | 3 | 3 | 4 | 009:100 | −1    | 09:11  |
| 6.  | Hyundai Horang-i           | 10  | 2 | 4 | 4 | 006:900 | −3    | 08:12  |

| (M) | Amtierender Meister: Lucky-Goldstar Hwangso |

### Zweite Halbserie
| Pl. | Verein                     | Sp. | S | U | N | Tore    | Diff. | Punkte |
| --- | -------------------------- | --- | - | - | - | ------- | ----- | ------ |
| 1.  | Lucky-Goldstar Hwangso (M) | 10  | 7 | 2 | 1 | 019:900 | +10   | 16:40  |
| 2.  | Hyundai Horang-i           | 10  | 5 | 4 | 1 | 016:800 | +8    | 14:60  |
| 3.  | Daewoo Royals              | 10  | 6 | 0 | 4 | 018:140 | +4    | 12:80  |
| 4.  | Yukong Elephants           | 10  | 3 | 3 | 4 | 018:160 | +2    | 09:11  |
| 5.  | POSCO Atoms                | 10  | 2 | 2 | 6 | 009:180 | −9    | 06:14  |
| 6.  | Hanil Bank FC              | 10  | 1 | 1 | 8 | 008:230 | −15   | 03:17  |

| (M) | Amtierender Meister: Lucky-Goldstar Hwangso |

## Meisterschafts-Play-off
Der Meister der ersten Halbserie spielte gegen den Meister der zweiten Halbserie in einer Play-off-Runde mit Hin- und Rückspiel um die Meisterschaft. Das Hinspiel fand am 22. November 1986 und das Rückspiel einen Tag später statt. Der Sieger nahm an der Qualifikation zur Asian Club Championship 1987 teil.
|             | Gesamt |                        | Hinspiel | Rückspiel |
| ----------- | ------ | ---------------------- | -------- | --------- |
| POSCO Atoms | 2:1    | Lucky-Goldstar Hwangso | 1:0      | 1:1       |